# Manuel G. Revilla

Manuel Gustavo Antonio Revilla (Ciudad de México, 7 de enero de 1864 - ibídem, 16 de julio de 1924) fue un abogado, escritor, catedrático, periodista, diplomático y académico mexicano. Se especializó en el estudio del arte mexicano.

## Semblanza biográfica
Fue hijo de Domingo Revilla, contemporáneo y amigo de Manuel Payno, Guillermo Prieto, José María Roa Bárcena y Casimiro del Collado. En 1887, obtuvo el título de abogado, con la tesis De la división del poder público. No ejerció su profesión y se dedicó, en cambio, a la docencia, a las letras y al estudio del arte.
De 1892 a 1902, impartió clases de historia del arte en la Academia de San Carlos, en 1903, fue nombrado secretario de la institución. En 1905, comenzó a impartir cátedra de lengua castellana en la Escuela Nacional Preparatoria. Pocos años antes al inicio de la Revolución mexicana, fue cónsul de México en América Central, América del Sur y en Europa.
Fue elegido miembro correspondiente de la Academia Mexicana de la Lengua el 11 de febrero de 1902, años más tarde fue nombrado miembro de número, tomó posesión de la silla IX en 1910. Fue secretario interino en 1910 y director interino en 1915. En 1917, fue elegido 2° censor de la institución, cargo que ejerció hasta su muerte, la cual ocurrió el 16 de julio de 1924 en la Ciudad de México.

## Obras publicadas
- El arte en México en la época antigua y durante el gobierno virreinal, 1898, reeditada con el título El arte en México en 1923.
- Cánovas y las letras: estudio crítico, 1898.
- La escritura del siglo XIX: catálogo de colecciones de la Escuela Nacional de Bellas Artes, 1905.
- Por qué no escribo México con J. Cuestión filológico-histórica, 1911.
- En pro del casticismo, 1917.
- El novelista Blasco Ibáñez, 1920.